# Десни Штефанки
Десни Штефанки су насељено место у општини Ласиња, Карловачка жупанија, Република Хрватска.

## Историја
Десни Штефанки се од распада Југославије до августа 1995. године налазио у Републици Српској Крајини. До територијалне реорганизације у Хрватској насеље се налазило у саставу бивше велике општине Вргинмост.

## Становништво
На попису становништва 2011. године, Десни Штефанки су имали 265 становника.

## Попис 1991.
На попису становништва 1991. године, насељено место Десни Штефанки је имало 481 становника, следећег националног састава:
| Попис 1991.‍  | Попис 1991.‍  | Попис 1991.‍ | Попис 1991.‍ | Попис 1991.‍ |
| ------------ | ------------ | ----------- | ----------- | ----------- |
|              |              |             |             |             |
| Хрвати       | Хрвати       |             | 453         | 94,17%      |
| Југословени  | Југословени  |             | 12          | 2,49%       |
| Срби         | Срби         |             | 3           | 0,62%       |
| неопредељени | неопредељени |             | 2           | 0,41%       |
| непознато    | непознато    |             | 11          | 2,28%       |
| укупно: 481  |              |             |             |             |